# Aranno
Aranno (in dialetto ticinese Arann) è un comune svizzero di 368 abitanti del Canton Ticino, nel distretto di Lugano.

## Geografia fisica
Aranno è situato nel Malcantone, alle falde occidentali del Montaccio. Si trova sulla sinistra del Torrente Magliasina.

## Storia
Qui vennero ritrovati i frammenti di quattro stele funerarie di micascisto risalenti al V secolo a.C. e scritte in alfabeto leponzio. Il ritrovamento fu opera del pittore Vittore Pelli nel 1842, che li fece murare nella Casa Pelli da dove vennero poi spostate nel Museo del Malcantone e sostituite ad Aranno con alcune copie.
Viene ricordato dalla tradizione un castello situato sul luogo della chiesa e del cimitero, però altri ritengono che lo stesso villaggio fortificato costituisse il castrum. Nell'anno 880 l'imperatore Carlo il Grosso ne confermò la donazione fatta dall'imperatrice Engilberga al monastero di Sant'Ambrogio di Milano. I confini giurisdizionali comunali tra Aranno e Cademario vennero fissati nel 1317, ma ancora nel 1567 erano fonti di continui litigi.

## Monumenti e luoghi d'interesse

### Architetture religiose

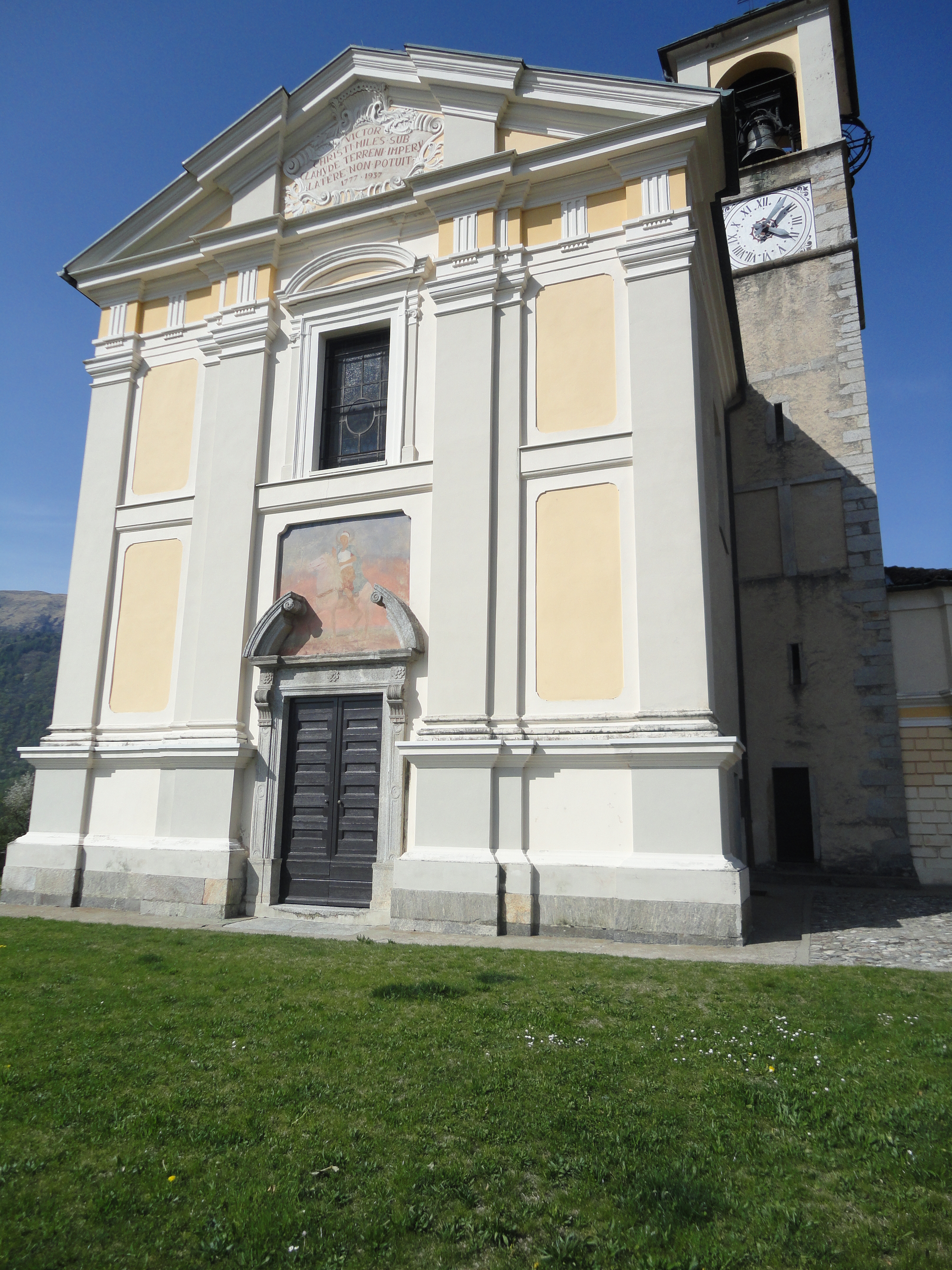
La chiesa parrocchiale di San Vittore Mauro

- Chiesa parrocchiale di San Vittore Mauro, eretta nel XVII secolo[1];
- Cappella della Beata Vergine di Caravaggio, eretta nel 1745 ad opera della famiglia Pelli. Sorge sul trivio per Cademario e Breno ed è nota per gli affreschi illusionistici di Bernardino Mercoli[senza fonte].

### Architetture civili

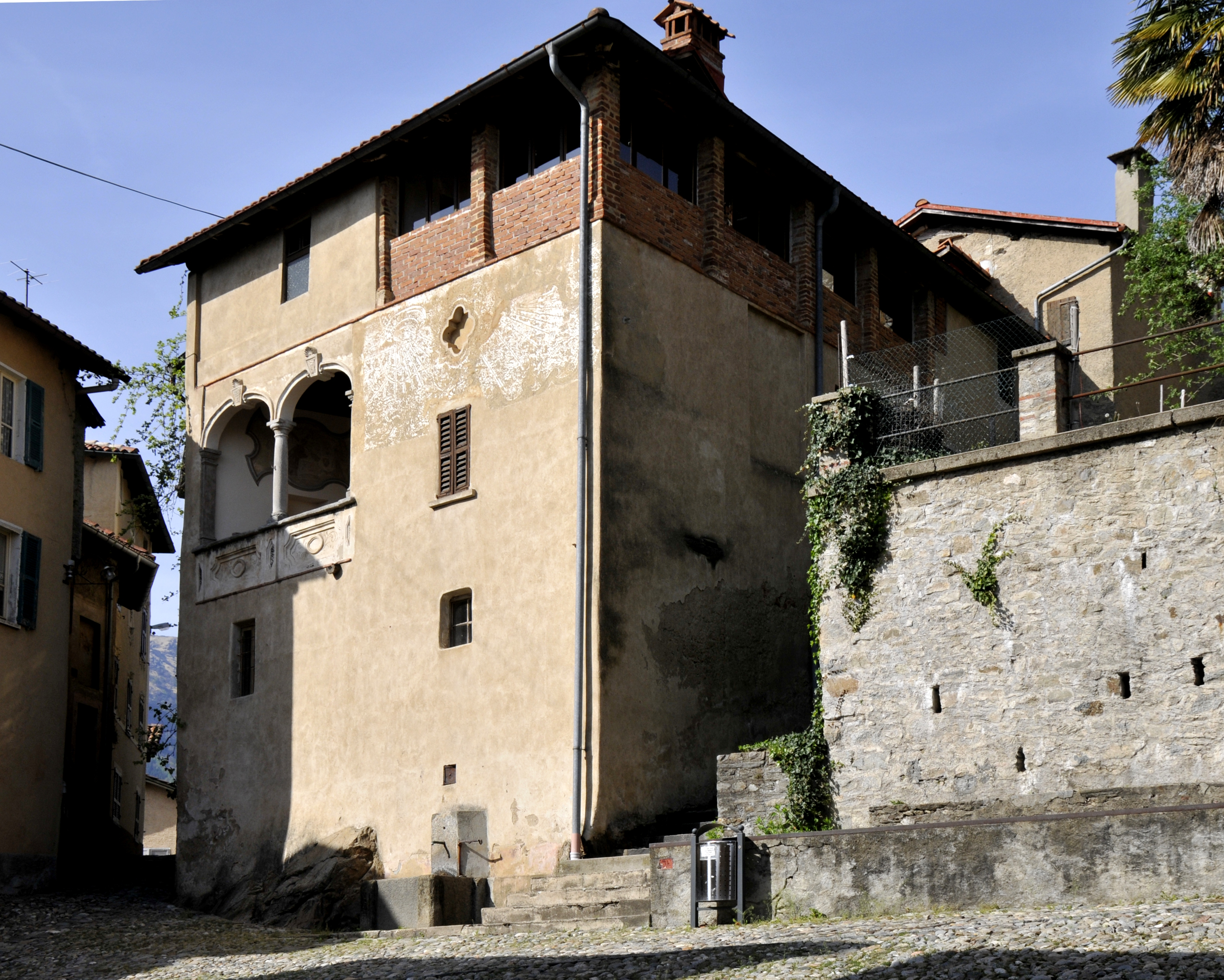
Casa Righetti

- Casa Righetti, nella piazza centrale, si evidenzia per il loggiato decorato con stucchi e affreschi[senza fonte];
- Casa Pelli[1], nota per aver ospitato un tempo un teatro all'aperto negli anni 1960[senza fonte];
- Casa Tosi[senza fonte];
- Casa Soldini[senza fonte];
- Villa de Stefani[senza fonte];
- Palazzo a nord ovest del nucleo abitato, eretto da Giacomo Righetti nel 1897 circa dopo essere tornato dall'Argentina, dove aveva fatto fortuna[senza fonte];
- Maglio a leva, del 1860[1], accanto alla miniera la Monda[2];
- Due turbin per la conservazione del latte[senza fonte].

### Altro
- "Sentiero delle meraviglie", percorso didattico che lungo un percorso pedonale collega tredici siti di interesse socioantropologico[2].

## Società

### Evoluzione demografica
L'evoluzione demografica è riportata nella seguente tabella:
Abitanti censiti

## Geografia antropica

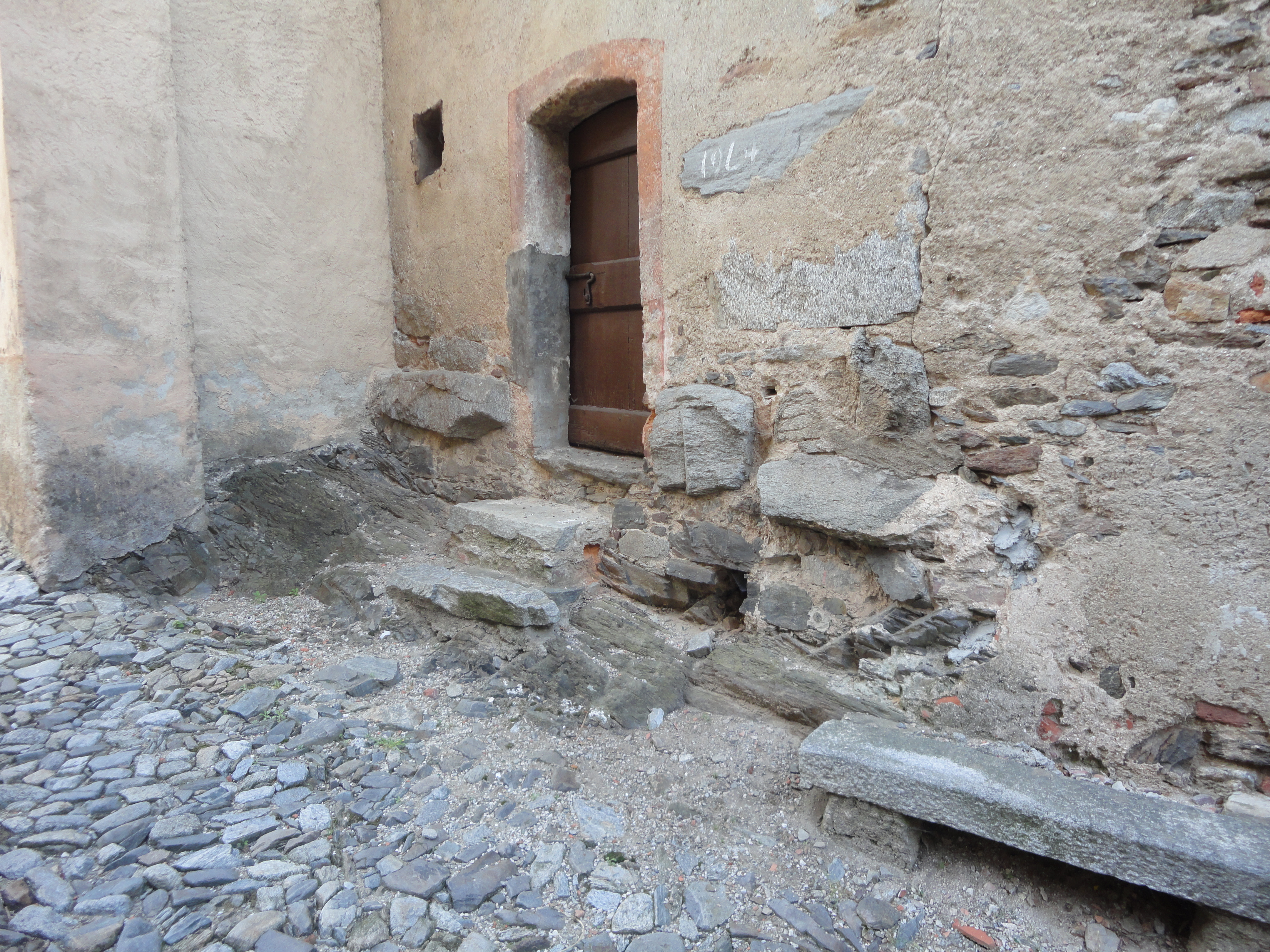
Porta di una casa di Aranno

Il paese si presenta come un borgo medievale, formato da portici e vicoli, posto su un dosso in posizione soleggiata ed elevata sulla riva sinistra del torrente Magliasina. Gli interventi edilizi non ne hanno mutato la struttura e nel 1997 Aranno ha ricevuto il premio Aspan per il piano particolareggiato di protezione del nucleo storico.

## Amministrazione
Ogni famiglia originaria del luogo fa parte del cosiddetto comune patriziale e ha la responsabilità della manutenzione di ogni bene ricadente all'interno dei confini del comune. Dalla seconda metà del XX secolo vi possono far parte anche i figli di una patrizia sposata con un non patrizio e le mogli patrizie sposate con un non patrizio.
A seguito della votazione consultiva del 14 settembre 2014 e successiva ratifica del Consiglio di Stato il 10 dicembre 2014 il patriziato di Aranno si è fuso ed è diventato patriziato di Aranno-Cimo-Iseo, il cui ufficio patriziale è entrato in carica il 14 giugno 2015.